# 南河内郡

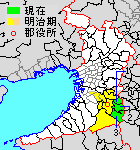
大阪府南河内郡の位置（1.太子町 2.河南町 3.千早赤阪村 薄黄：後に他郡に編入された区域）

南河内郡（みなみかわちぐん）は、大阪府の郡。
人口31,642人、面積76.73km²、人口密度412人/km²。（2025年3月1日、推計人口）
下記の2町1村を含む。
- 太子町（たいしちょう）
- 河南町（かなんちょう）
- 千早赤阪村（ちはやあかさかむら）

## 郡域
1896年（明治29年）に行政区画として発足した当時の郡域は、上記2町1村のほか、概ね下記の区域にあたる。
- 富田林市、河内長野市、羽曳野市、藤井寺市、大阪狭山市の全域
- 堺市
  - 東区、美原区の全域
  - 北区の一部（北長尾町・中長尾町・南長尾町・東三国ヶ丘町・黒土町・長曽根町・金岡町・新金岡町・蔵前町・南花田町・中村町・野遠町・八下北）
- 八尾市の一部（若林町を除く太田、太田新町、空港、老原、天王寺屋、二俣、曙川東より南西および曙町の一部）
- 松原市の一部（河合・丹南）
- 柏原市の一部（概ね河原町、清州、上市以西および大和川以南）

## 歴史
- 明治29年（1896年）

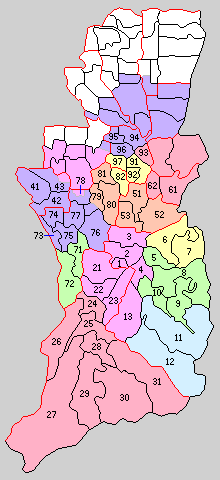
1.富田林村 2.新堂村 3.喜志村 4.大伴村 5.石川村 6.磯長村 7.山田村 8.白木村 9.河内村 10.中村 11.赤阪村 12.千早村 13.東条村 21.廿山村 22.錦郡村 23.彼方村 24.市新野村 25.長野村（長野町） 26.天野村 27.高向村 28.三日市村 29.加賀田村 30.天見村 31.川上村 41.金岡村 42.南八下村 43.北八下村 51.古市村 52.駒ヶ谷村 53.西浦村 61.国分村 62.玉手村 71.狭山村 72.三都村 73.大艸村 74.日置荘村 75.野田村 76.平尾村 77.黒山村 78.丹南村 79.丹北村 80.埴生村 81.高鷲村 82.長野村（藤井寺村） 91・92.道明寺村 93.柏原村 94.志紀村 96.太田村 97.小山村（左紫：堺市 下桃：富田林市 下赤：河内長野市 橙：羽曳野市 上黄：藤井寺市 左緑：大阪狭山市 右紫：八尾市 上桃：松原市 上赤：柏原市 下黄：太子町 右緑：河南町 水色：千早赤阪村 95は中河内郡三木本村）

  - 4月1日 - 郡制の施行のため、石川郡・錦部郡・八上郡・古市郡・安宿部郡・丹南郡および志紀郡の一部の区域をもって発足。郡役所が富田林村に設置。長野村は旧・丹南郡と旧・錦部郡の2ヶ所に所在。（49村）
    - 旧・石川郡（13村） - 富田林村、新堂村、喜志村、大伴村（現・富田林市）、石川村（現・河南町）、磯長村、山田村（現・太子町）、白木村、河内村、中村（現・河南町）、千早村、赤阪村（現・千早赤阪村）、東条村（現・富田林市）
    - 旧・錦部郡（11村） - 廿山村、錦郡村、彼方村（現・富田林市）、市新野村、長野村、天野村、高向村、三日市村、加賀田村、天見村、川上村（現・河内長野市）
    - 旧・八上郡（3村） - 金岡村（現・堺市北区）、南八下村（現・堺市東区、美原区）、北八下村（現・堺市北区、松原市）
    - 旧・古市郡（3村） - 古市村、駒ヶ谷村、西浦村（現・羽曳野市）
    - 旧・安宿部郡（2村） - 国分村、玉手村（現・柏原市）
    - 旧・丹南郡（12村） - 狭山村、三都村（現・大阪狭山市）、大艸村、日置荘村、野田村（現・堺市東区）、平尾村、黒山村（現・堺市美原区）、丹南村（現・堺市美原区、松原市）、丹比村（現・堺市美原区、羽曳野市）、埴生村、高鷲村（現・羽曳野市）、長野村（現・藤井寺市）
    - 旧・志紀郡（5村） - 道明寺村（現・藤井寺市）、柏原村（現・柏原市）、志紀村、太田村（現・八尾市）、小山村（現・藤井寺市）

  - 5月4日 - 長野村（旧・丹南郡）が改称して藤井寺村となる。
  - 8月8日 - 富田林村が町制施行して富田林町となる。（1町48村）
- 明治31年（1898年）4月1日 - 郡制を施行。
- 明治32年（1899年）3月30日 - 廿山村が改称して川西村となる。
- 明治38年（1905年）5月20日 - 大艸村が改称して大草村となる。
- 明治43年（1910年）9月1日 - 長野村が町制施行して長野町となる。（2町47村）
- 大正2年（1913年）5月1日 - 太田村が中河内郡三木本村に編入。（2町46村）
- 大正4年（1915年）
  - 1月1日 - 柏原村が町制施行して柏原町となる。（3町45村）
  - 11月10日 - 小山村・藤井寺村が合併し、改めて藤井寺村が発足。（3町44村）
- 大正5年（1916年）
  - 4月1日 - 市新野村が改称して千代田村となる。
  - 8月1日 - 古市村が町制施行して古市町となる。（4町43村）
- 大正12年（1923年）4月1日 - 郡会が廃止。郡役所は存続。
- 大正15年（1926年）
  - 7月1日 - 郡役所が廃止。以降は地域区分名称となる。
  - 7月20日 - 山田村の一部（山田の一部）が磯長村に、磯長村の一部（春日・葉室の各一部）が山田村にそれぞれ編入。
- 昭和3年（1928年）10月15日 - 藤井寺村が町制施行して藤井寺町となる。（5町42村）
- 昭和6年（1931年）
  - 6月1日 - 国分村・玉手村が合併し、改めて国分村が発足。（5町41村）
  - 6月16日 - 狭山村・三都村が合併し、改めて狭山村が発足。（5町40村）
- 昭和10年（1935年）時点での当郡の面積は321.66平方km、人口は144,370人（男72,718人・女71,652人）[2]。
- 昭和13年（1938年）9月1日 - 金岡村が堺市に編入。（5町39村）
- 昭和14年（1939年）7月1日 - 柏原町が中河内郡堅下村・堅上村と合併して中河内郡柏原町が発足し、郡より離脱。（4町39村）
- 昭和15年（1940年）6月1日 - 長野町・千代田村・天野村が合併し、改めて長野町が発足。（4町37村）
- 昭和16年（1941年）4月1日 - 国分村が町制施行して国分町となる。（5町36村）
- 昭和17年（1942年）4月1日 - 富田林町・新堂村・喜志村・大伴村・川西村・錦郡村・彼方村が合併し、改めて富田林町が発足。（5町30村）
- 昭和25年（1950年）4月1日（5町28村）
  - 富田林町が市制施行して富田林市となり、郡より離脱。
  - 野田村・大草村が合併して登美丘町が発足。
- 昭和26年（1951年）
  - 1月1日 - 道明寺村が町制施行して道明寺町となる。（6町27村）
  - 4月1日 - 狭山村が町制施行して狭山町となる。（7町26村）
  - 9月1日 - 日置荘村が町制施行して日置荘町となる。（8町25村）
- 昭和29年（1954年）4月1日 - 長野町・三日市村・高向村・天見村・加賀田村・川上村が合併して河内長野市が発足し、郡より離脱。（7町20村）
- 昭和30年（1955年）4月1日 - 高鷲村が町制施行して高鷲町となる。（8町19村）
- 昭和31年（1956年）
  - 1月1日 - 志紀村が町制施行して志紀町となる。（9町18村）
  - 9月30日（10町4村）
    - 磯長村・山田村が合併して太子町が発足。
    - 国分町が中河内郡柏原町と合併し、改めて中河内郡柏原町が発足、郡より離脱。
    - 石川村・白木村・河内村・中村が合併して河南町が発足。
    - 平尾村・黒山村・丹南村が合併して美原町が発足。
    - 千早村・赤阪村が合併して千早赤阪村が発足。
    - 古市町・高鷲町・埴生村・西浦村・駒ヶ谷村・丹比村が合併して南大阪町が発足。
- 昭和32年（1957年）
  - 1月15日 - 東条村が富田林市に編入。（10町3村）
  - 4月1日（9町3村）
    - 志紀町が八尾市に編入。
    - 南大阪町の一部（多治井）が美原町に編入。
    - 美原町の一部（丹南）が松原市に編入。

  - 10月15日 - 北八下村が分割し、一部（河合）が松原市に、残部（中・野遠・南花田）が堺市にそれぞれ編入。（9町2村）
- 昭和33年（1958年）
  - 7月1日 - 南八下村が分割し、一部（大饗・菩提・石原・小寺の各一部）が美原町、残部（野尻および大饗・菩提・石原・小寺の各残部）が堺市に編入。（9町1村）
  - 10月20日 - 日置荘町が堺市に編入。（8町1村）
- 昭和34年（1959年）
  - 1月15日 - 南大阪町が市制施行・改称して羽曳野市となり、郡より離脱。（7町1村）
  - 4月20日 - 藤井寺町・道明寺町が合併して藤井寺道明寺町が発足。（6町1村）
- 昭和35年（1960年）1月1日 - 藤井寺道明寺町が改称して美陵町となる。
- 昭和37年（1962年）4月1日 - 登美丘町が堺市に編入。（5町1村）
- 昭和41年（1966年）11月1日 - 美陵町が市制施行・改称して藤井寺市となり、郡より離脱。（4町1村）
- 昭和62年（1987年）10月1日 - 狭山町が市制施行・改称して大阪狭山市となり、郡より離脱。（3町1村）
- 平成17年（2005年）2月1日 - 美原町が堺市に編入。（2町1村）

### 変遷表
| 旧郡     | 明治22年4月1日 | 明治22年 - 明治45年           | 大正1年 - 昭和19年                    | 大正1年 - 昭和19年                 | 昭和20年 - 昭和29年       | 昭和30年 - 昭和63年                                       | 昭和30年 - 昭和63年                            | 平成1年 - 現在                                      | 現在       |
| -------- | -------------- | ----------------------------- | ------------------------------------- | ---------------------------------- | ------------------------- | --------------------------------------------------------- | ---------------------------------------------- | --------------------------------------------------- | ---------- |
| 石川郡   | 石川村         | 石川村                        | 石川村                                | 石川村                             | 石川村                    | 昭和31年9月30日 河南町                                    | 昭和31年9月30日 河南町                         | 河南町                                              | 河南町     |
| 石川郡   | 白木村         | 白木村                        | 白木村                                | 白木村                             | 白木村                    | 昭和31年9月30日 河南町                                    | 昭和31年9月30日 河南町                         | 河南町                                              | 河南町     |
| 石川郡   | 河内村         | 河内村                        | 河内村                                | 河内村                             | 河内村                    | 昭和31年9月30日 河南町                                    | 昭和31年9月30日 河南町                         | 河南町                                              | 河南町     |
| 石川郡   | 中村           | 中村                          | 中村                                  | 中村                               | 中村                      | 昭和31年9月30日 河南町                                    | 昭和31年9月30日 河南町                         | 河南町                                              | 河南町     |
| 石川郡   | 磯長村         | 磯長村                        | 磯長村                                | 磯長村                             | 磯長村                    | 昭和31年9月30日 太子町                                    | 昭和31年9月30日 太子町                         | 太子町                                              | 太子町     |
| 石川郡   | 山田村         | 山田村                        | 山田村                                | 山田村                             | 山田村                    | 昭和31年9月30日 太子町                                    | 昭和31年9月30日 太子町                         | 太子町                                              | 太子町     |
| 石川郡   | 千早村         | 千早村                        | 千早村                                | 千早村                             | 千早村                    | 昭和31年9月30日 千早赤阪村                                | 昭和31年9月30日 千早赤阪村                     | 千早赤阪村                                          | 千早赤阪村 |
| 石川郡   | 赤阪村         | 赤阪村                        | 赤阪村                                | 赤阪村                             | 赤阪村                    | 昭和31年9月30日 千早赤阪村                                | 昭和31年9月30日 千早赤阪村                     | 千早赤阪村                                          | 千早赤阪村 |
| 石川郡   | 東条村         | 東条村                        | 東条村                                | 東条村                             | 東条村                    | 昭和32年1月15日 富田林市に編入                            | 昭和32年1月15日 富田林市に編入                 | 富田林市                                            | 富田林市   |
| 石川郡   | 富田林村       | 明治29年8月1日 富田林町       | 富田林町                              | 富田林町                           | 昭和25年4月1日 富田林市   | 富田林市                                                  | 富田林市                                       | 富田林市                                            | 富田林市   |
| 石川郡   | 新堂村         | 新堂村                        | 昭和17年4月1日 富田林町に編入         | 昭和17年4月1日 富田林町に編入      | 昭和25年4月1日 富田林市   | 富田林市                                                  | 富田林市                                       | 富田林市                                            | 富田林市   |
| 石川郡   | 喜志村         | 喜志村                        | 昭和17年4月1日 富田林町に編入         | 昭和17年4月1日 富田林町に編入      | 昭和25年4月1日 富田林市   | 富田林市                                                  | 富田林市                                       | 富田林市                                            | 富田林市   |
| 石川郡   | 大伴村         | 大伴村                        | 昭和17年4月1日 富田林町に編入         | 昭和17年4月1日 富田林町に編入      | 昭和25年4月1日 富田林市   | 富田林市                                                  | 富田林市                                       | 富田林市                                            | 富田林市   |
| 錦部郡   | 廿山村         | 明治32年3月30日 改称 川西村   | 昭和17年4月1日 富田林町に編入         | 昭和17年4月1日 富田林町に編入      | 昭和25年4月1日 富田林市   | 富田林市                                                  | 富田林市                                       | 富田林市                                            | 富田林市   |
| 錦部郡   | 錦郡村         | 錦郡村                        | 昭和17年4月1日 富田林町に編入         | 昭和17年4月1日 富田林町に編入      | 昭和25年4月1日 富田林市   | 富田林市                                                  | 富田林市                                       | 富田林市                                            | 富田林市   |
| 錦部郡   | 彼方村         | 彼方村                        | 昭和17年4月1日 富田林町に編入         | 昭和17年4月1日 富田林町に編入      | 昭和25年4月1日 富田林市   | 富田林市                                                  | 富田林市                                       | 富田林市                                            | 富田林市   |
| 錦部郡   | 長野村         | 明治43年9月1日 長野町         | 長野町                                | 長野町                             | 昭和29年4月1日 河内長野市 | 河内長野市                                                | 河内長野市                                     | 河内長野市                                          | 河内長野市 |
| 錦部郡   | 天野村         | 天野村                        | 昭和15年6月1日 長野町に編入           | 昭和15年6月1日 長野町に編入        | 昭和29年4月1日 河内長野市 | 河内長野市                                                | 河内長野市                                     | 河内長野市                                          | 河内長野市 |
| 錦部郡   | 市新野村       | 大正5年4月1日 改称 千代田村   | 昭和15年6月1日 長野町に編入           | 昭和15年6月1日 長野町に編入        | 昭和29年4月1日 河内長野市 | 河内長野市                                                | 河内長野市                                     | 河内長野市                                          | 河内長野市 |
| 錦部郡   | 高向村         | 高向村                        | 高向村                                | 高向村                             | 昭和29年4月1日 河内長野市 | 河内長野市                                                | 河内長野市                                     | 河内長野市                                          | 河内長野市 |
| 錦部郡   | 三日市村       | 三日市村                      | 三日市村                              | 三日市村                           | 昭和29年4月1日 河内長野市 | 河内長野市                                                | 河内長野市                                     | 河内長野市                                          | 河内長野市 |
| 錦部郡   | 加賀田村       | 加賀田村                      | 加賀田村                              | 加賀田村                           | 昭和29年4月1日 河内長野市 | 河内長野市                                                | 河内長野市                                     | 河内長野市                                          | 河内長野市 |
| 錦部郡   | 天見村         | 天見村                        | 天見村                                | 天見村                             | 昭和29年4月1日 河内長野市 | 河内長野市                                                | 河内長野市                                     | 河内長野市                                          | 河内長野市 |
| 錦部郡   | 川上村         | 川上村                        | 川上村                                | 川上村                             | 昭和29年4月1日 河内長野市 | 河内長野市                                                | 河内長野市                                     | 河内長野市                                          | 河内長野市 |
| 古市郡   | 古市村         | 古市村                        | 大正5年8月5日 古市町                  | 大正5年8月5日 古市町               | 古市町                    | 昭和31年9月30日 南大阪町                                  | 昭和34年1月15日 南大阪市 即日改称 羽曳野市     | 羽曳野市                                            | 羽曳野市   |
| 古市郡   | 駒ヶ谷村       | 駒ヶ谷村                      | 駒ヶ谷村                              | 駒ヶ谷村                           | 駒ヶ谷村                  | 昭和31年9月30日 南大阪町                                  | 昭和34年1月15日 南大阪市 即日改称 羽曳野市     | 羽曳野市                                            | 羽曳野市   |
| 古市郡   | 西浦村         | 西浦村                        | 西浦村                                | 西浦村                             | 西浦村                    | 昭和31年9月30日 南大阪町                                  | 昭和34年1月15日 南大阪市 即日改称 羽曳野市     | 羽曳野市                                            | 羽曳野市   |
| 丹南郡   | 丹比村         | 丹比村                        | 丹比村                                | 丹比村                             | 丹比村                    | 昭和31年9月30日 南大阪町                                  | 昭和34年1月15日 南大阪市 即日改称 羽曳野市     | 羽曳野市                                            | 羽曳野市   |
| 丹南郡   | 埴生村         | 埴生村                        | 埴生村                                | 埴生村                             | 埴生村                    | 昭和31年9月30日 南大阪町                                  | 昭和34年1月15日 南大阪市 即日改称 羽曳野市     | 羽曳野市                                            | 羽曳野市   |
| 丹南郡   | 高鷲村         | 高鷲村                        | 高鷲村                                | 高鷲村                             | 高鷲村                    | 昭和30年4月1日 高鷲町 昭和31年9月30日 南大阪町            | 昭和34年1月15日 南大阪市 即日改称 羽曳野市     | 羽曳野市                                            | 羽曳野市   |
| 丹南郡   | 狭山村         | 狭山村                        | 狭山村                                | 狭山村                             | 昭和26年4月1日 狭山町     | 昭和62年10月1日 狭山市 即日改称 大阪狭山市                | 昭和62年10月1日 狭山市 即日改称 大阪狭山市     | 大阪狭山市                                          | 大阪狭山市 |
| 丹南郡   | 三都村         | 三都村                        | 昭和6年6月16日 狭山村に編入           | 昭和6年6月16日 狭山村に編入        | 昭和26年4月1日 狭山町     | 昭和62年10月1日 狭山市 即日改称 大阪狭山市                | 昭和62年10月1日 狭山市 即日改称 大阪狭山市     | 大阪狭山市                                          | 大阪狭山市 |
| 八上郡   | 金岡村         | 金岡村                        | 昭和13年9月1日 堺市に編入             | 昭和13年9月1日 堺市に編入          | 堺市                      | 堺市                                                      | 堺市                                           | 平成18年4月1日 堺市北区                             | 堺市       |
| 八上郡   | 北八下村       | 北八下村                      | 北八下村                              | 北八下村                           | 北八下村                  | 昭和32年10月15日                                          | 昭和32年10月15日                               | 平成18年4月1日 堺市北区                             | 堺市       |
| 八上郡   | 北八下村       | 北八下村                      | 北八下村                              | 北八下村                           | 北八下村                  | 大半が堺市に、一部が松原市に編入                          | 大半が堺市に、一部が松原市に編入               | 松原市                                              | 松原市     |
| 丹南郡   | 丹南村         | 丹南村                        | 丹南村                                | 丹南村                             | 丹南村                    | 昭和31年9月30日 美原町                                    | 昭和32年4月1日 旧丹南村域の一部を 松原市に編入 | 松原市                                              | 松原市     |
| 丹南郡   | 黒山村         | 黒山村                        | 黒山村                                | 黒山村                             | 黒山村                    | 昭和31年9月30日 美原町                                    |                                                | 平成17年2月1日 堺市に編入 平成18年4月1日 堺市美原区 | 堺市       |
| 丹南郡   | 平尾村         | 平尾村                        | 平尾村                                | 平尾村                             | 平尾村                    | 昭和31年9月30日 美原町                                    |                                                | 平成17年2月1日 堺市に編入 平成18年4月1日 堺市美原区 | 堺市       |
| 八上郡   | 南八下村       | 南八下村                      | 南八下村                              | 南八下村                           | 南八下村                  | 昭和33年7月1日                                            |                                                | 平成17年2月1日 堺市に編入 平成18年4月1日 堺市美原区 | 堺市       |
| 八上郡   | 南八下村       | 南八下村                      | 南八下村                              | 南八下村                           | 南八下村                  | 東部が美原町に、西部が堺市に編入                          | 東部が美原町に、西部が堺市に編入               | 平成18年4月1日 堺市東区                             | 堺市       |
| 丹南郡   | 日置荘村       | 日置荘村                      | 日置荘村                              | 日置荘村                           | 昭和26年9月1日 日置荘町   | 昭和33年10月20日 堺市に編入                               | 昭和33年10月20日 堺市に編入                    | 平成18年4月1日 堺市東区                             | 堺市       |
| 丹南郡   | 野田村         | 野田村                        | 野田村                                | 野田村                             | 昭和25年4月1日 登美丘町   | 昭和37年4月1日 堺市に編入                                 | 昭和37年4月1日 堺市に編入                      | 平成18年4月1日 堺市東区                             | 堺市       |
| 丹南郡   | 大艸村         | 明治38年5月20日 改称 大草村   | 大草村                                | 大草村                             | 昭和25年4月1日 登美丘町   | 昭和37年4月1日 堺市に編入                                 | 昭和37年4月1日 堺市に編入                      | 平成18年4月1日 堺市東区                             | 堺市       |
| 丹南郡   | 長野村         | 明治29年5月4日 改称 藤井寺村  | 藤井寺村                              | 昭和3年10月15日 藤井寺町           | 藤井寺町                  | 昭和34年4月20日 藤井寺道明寺町 昭和35年1月1日 改称 美陵町 | 昭和41年11月1日 美陵市 即日改称 藤井寺市       | 藤井寺市                                            | 藤井寺市   |
| 志紀郡   | 小山村         | 小山村                        | 大正4年11月10日 藤井寺村に編入        | 昭和3年10月15日 藤井寺町           | 藤井寺町                  | 昭和34年4月20日 藤井寺道明寺町 昭和35年1月1日 改称 美陵町 | 昭和41年11月1日 美陵市 即日改称 藤井寺市       | 藤井寺市                                            | 藤井寺市   |
| 志紀郡   | 道明寺村       | 道明寺村                      | 道明寺村                              | 道明寺村                           | 昭和26年1月1日 道明寺町   | 昭和34年4月20日 藤井寺道明寺町 昭和35年1月1日 改称 美陵町 | 昭和41年11月1日 美陵市 即日改称 藤井寺市       | 藤井寺市                                            | 藤井寺市   |
| 志紀郡   | 沢田村         | 明治23年4月1日 道明寺村に編入 | 道明寺村                              | 道明寺村                           | 昭和26年1月1日 道明寺町   | 昭和34年4月20日 藤井寺道明寺町 昭和35年1月1日 改称 美陵町 | 昭和41年11月1日 美陵市 即日改称 藤井寺市       | 藤井寺市                                            | 藤井寺市   |
| 志紀郡   | 志紀村         | 志紀村                        | 志紀村                                | 志紀村                             | 志紀村                    | 昭和31年1月1日 志紀町                                     | 昭和32年4月1日 八尾市に編入                    | 八尾市                                              | 八尾市     |
| 志紀郡   | 太田村         | 太田村                        | 大正2年5月1日 中河内郡 三木本村に編入 | 中河内郡 大正村                    | 八尾市                    | 八尾市                                                    | 八尾市                                         | 八尾市                                              | 八尾市     |
| 志紀郡   | 柏原村         | 柏原村                        | 大正4年1月1日 柏原町                  | 昭和14年7月1日 中河内郡に 所属変更 | 中河内郡 柏原町           | 中河内郡 柏原町                                           | 柏原市                                         | 柏原市                                              | 柏原市     |
| 安宿部郡 | 国分村         | 国分村                        | 国分村                                | 昭和16年4月1日 国分町              | 国分町                    | 昭和31年9月30日 中河内郡 柏原町に編入                     | 柏原市                                         | 柏原市                                              | 柏原市     |
| 安宿部郡 | 玉手村         | 玉手村                        | 昭和6年4月1日 国分村に編入            | 昭和16年4月1日 国分町              | 国分町                    | 昭和31年9月30日 中河内郡 柏原町に編入                     | 柏原市                                         | 柏原市                                              | 柏原市     |

## 行政
歴代郡長
| 代 | 氏名       | 就任年月日                | 退任年月日                | 備考                   |
| -- | ---------- | ------------------------- | ------------------------- | ---------------------- |
| 1  | 深瀬和直   | 明治29年（1896年）4月1日  | 明治39年（1906年）1月16日 |                        |
| 2  | 向日保雄   | 明治39年（1906年）1月16日 | 大正2年（1913年）5月27日  |                        |
| 3  | 武藤剛     | 大正2年（1913年）5月27日  | 大正7年（1918年）1月19日  | 死亡                   |
| 4  | 奥野長太郎 | 大正7年（1918年）2月2日   | 大正7年（1918年）11月22日 |                        |
| 5  | 吉住元策   | 大正7年（1918年）11月22日 | 大正9年（1920年）1月31日  |                        |
| 6  | 竹内実     | 大正9年（1920年）1月31日  | 大正11年（1922年）5月10日 |                        |
| 7  | 喜田亀太郎 | 大正11年（1922年）5月10日 | 大正15年（1926年）7月1日  | 郡役所廃止のため、廃官 |